# Mackinlays koekoeksduif
Mackinlays koekoeksduif (Macropygia mackinlayi) is een vogel uit de familie Columbidae (duiven).Deze vogel is genoemd naar de Schotse amateur-ornitholoog Archibald Mackinlay (1850-1924).

## Verspreiding en leefgebied
Deze soort komt voor op eilanden ten noorden van Nieuw-Guinea tot Vanuatu en telt twee ondersoorten:
- M. m. arossi: de Salomonseilanden, Admiraliteitseilanden, St. Matthias, Nieuw-Brittannië en Karkar (ten noorden van Papoea-Nieuw-Guinea).
- M. m.i mackinlayi: Santa Cruz-eilanden (Salomonseilanden) en de Bankseilanden (Vanuatu).